# Dysstroma gilvifasciata
Dysstroma gilvifasciata är en fjärilsart som beskrevs av Mcdunnough 1939. Dysstroma gilvifasciata ingår i släktet Dysstroma och familjen mätare. Inga underarter finns listade i Catalogue of Life.